# Jens Birkholm

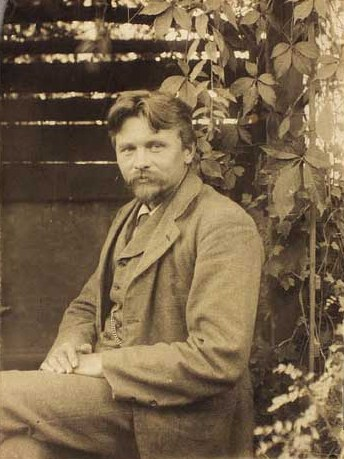
Jens Birkholm

Jens Birkholm (geboren 21. November 1869 in Faaborg; gestorben 11. Mai 1915 ebenda) war ein dänischer Maler.

## Leben und Werk
Jens Birkholms Eltern entstammten beide Seefahrerfamilien. Birkholm entschied sich für eine Ausbildung zum Maler (im Sinne des Handwerksberufs eines Anstreichers). Er besuchte nie eine Kunstschule und war im Gegensatz zu den anderen der Fünen-Maler – zu denen er zählt – nicht Studierender der sogenannten Zahrtmanns Schule. Seine einzige formale Ausbildung war der Unterricht bei einem lokalen Künstler. In seinem raren Freizeit zeichnete und malte er mit diesem und sog den Einfluss von dessen Lehrer Kristian Zahrtmann auf. Als Handwerksgeselle verbrachte er einige Jahre auf Reisen durch Europa, bis er sich schließlich in Berlin niederließ. Mit Bildern von verarmten und an den Rand der Gesellschaft gedrängten Menschen gelang ihm dort sein künstlerischer Durchbruch. Während der Industrialisierung im späten 19. Jahrhundert zogen viele Menschen in die Städte, um dort unter harten Arbeits- und Wohnbedingungen zu leben. Birkholms sensible und empathische Darstellung dieser verwundbaren Menschen wurden einerseits gelobt und andererseits als traurig und düster kritisiert. Nach zehn Jahren in Berlin kehrte Birkholm nach Faaborg zurück. Er beschäftigte sich weiterhin mit Armut und prekären Existenzen, aber auch Landschaften und Szenen des täglichen Lebens wurden Gegenstand seiner Bilder. Birkholm blieb bis zu seinem Tod in Faaborg wohnen, erhielt aber Verbindungen nach Berlin aufrecht und unternahm auch Reisen nach Italien und Tunesien. Im September 1915 verstarb Jens Birkholm an Tuberkulose.
Viele von Birkholms Werken sind heute im Faaborg-Museum ausgestellt.

## Galerie

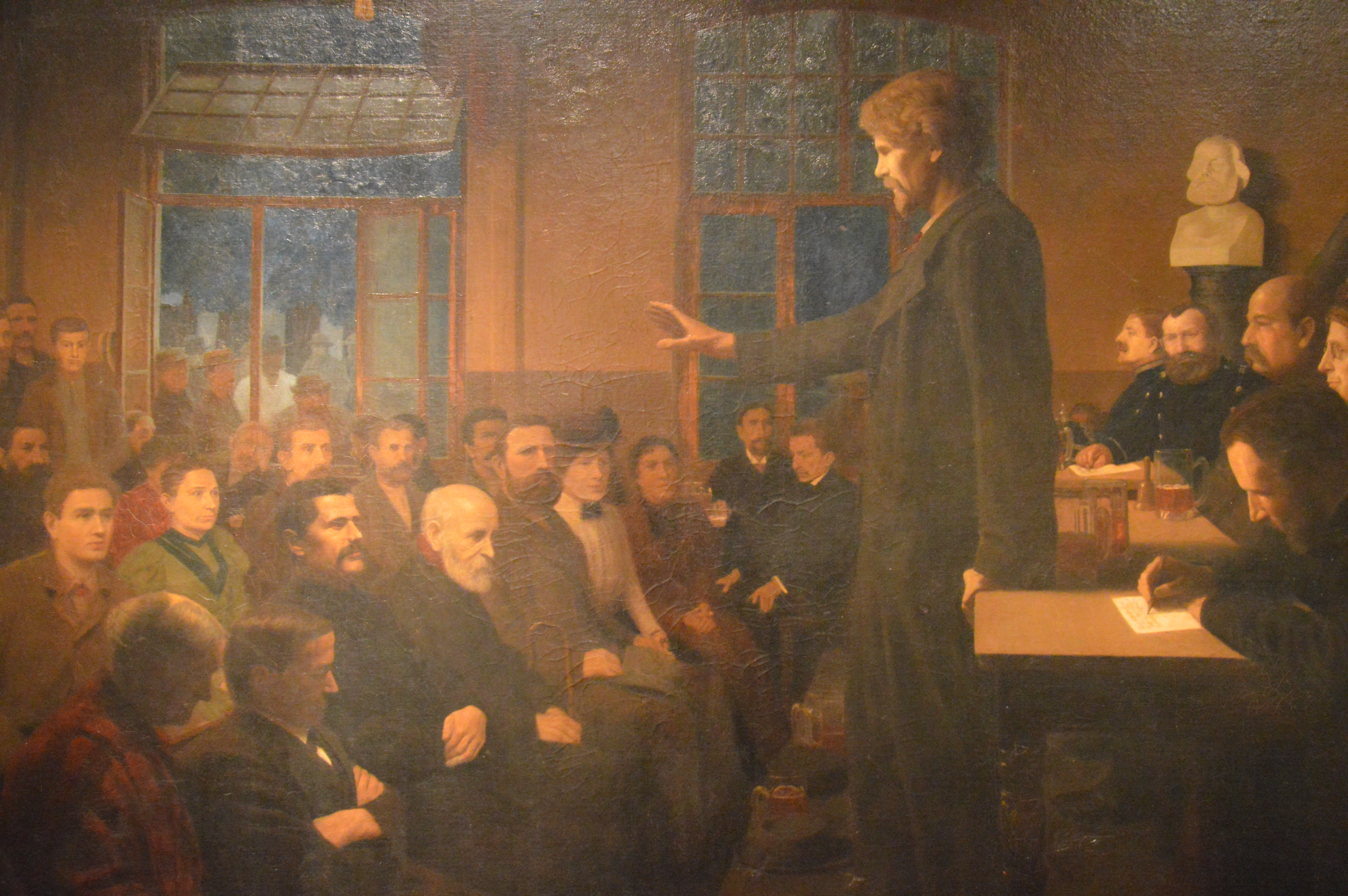
Das Evangelium der armen Leute (Öl auf Leinwand, 1900)
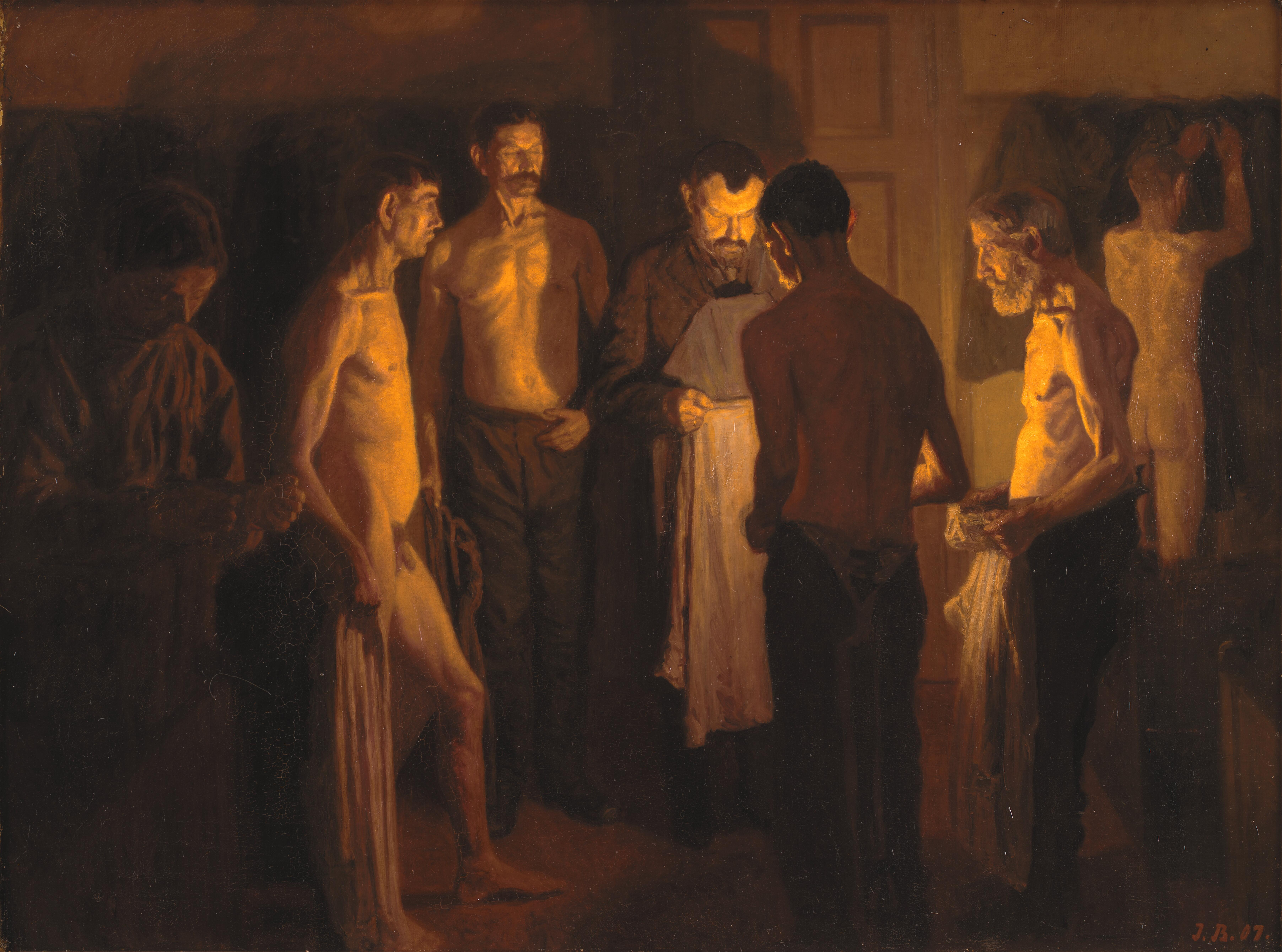
Schlafenszeit in der Unterkunft (Öl auf Leinwand, 1901)
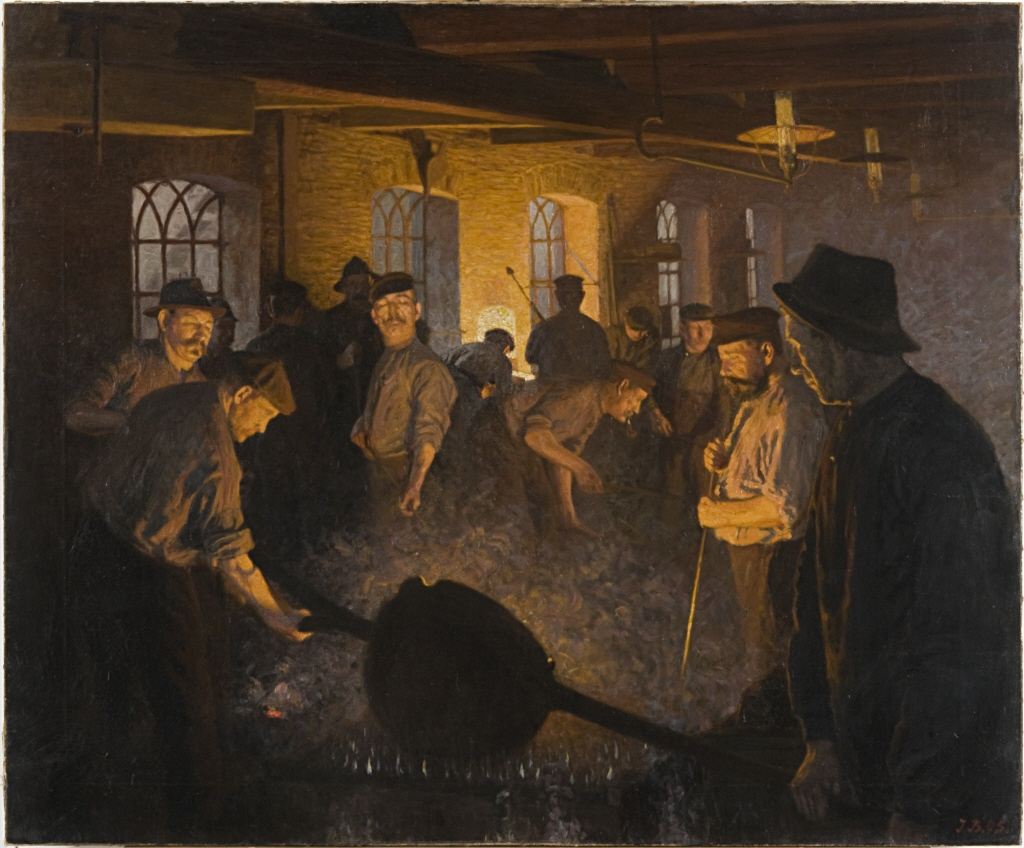
Eisengießerei (Öl auf Leinwand, 1903)
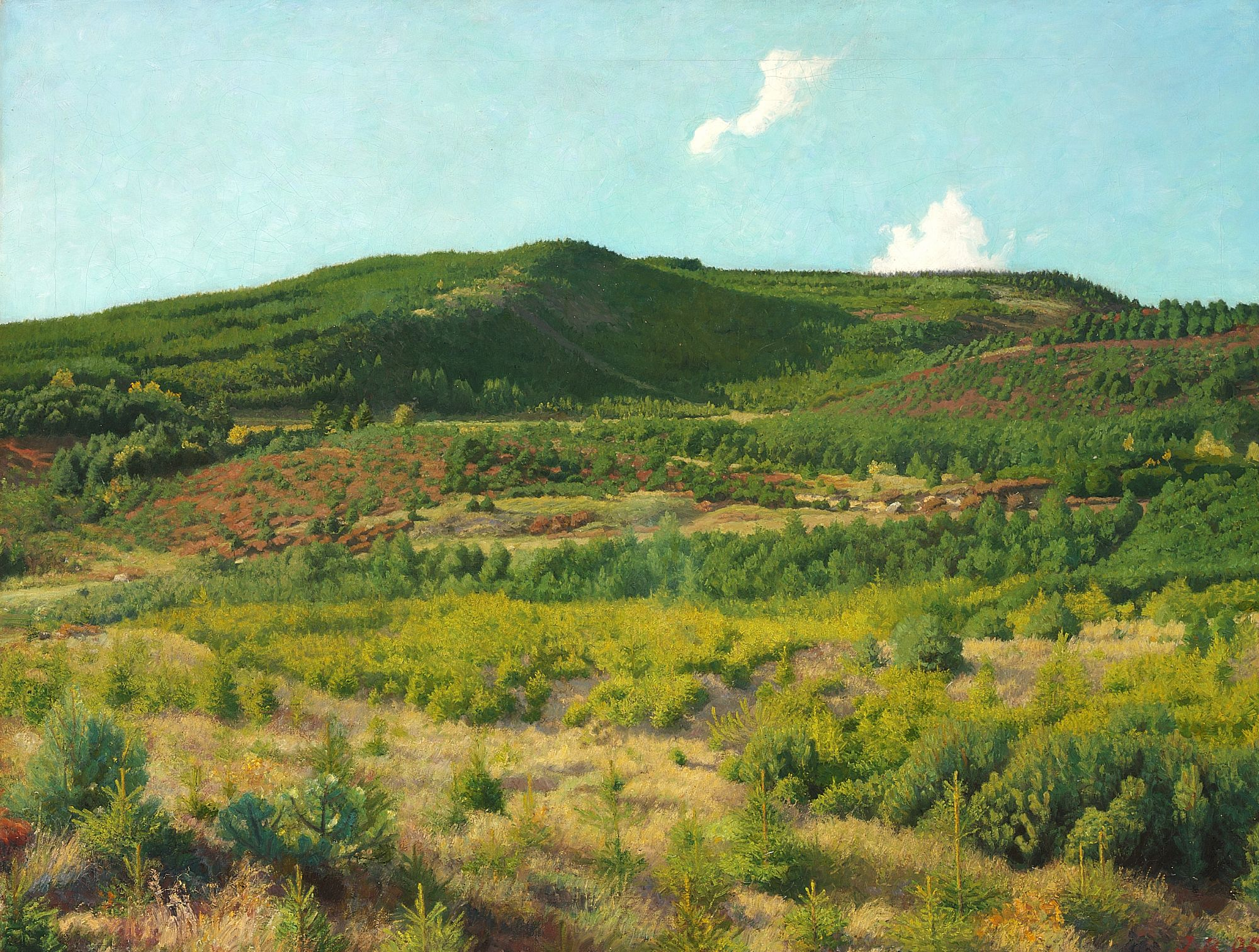
Oktobertag, Lerbjerget (Öl auf Leinwand, 1905)
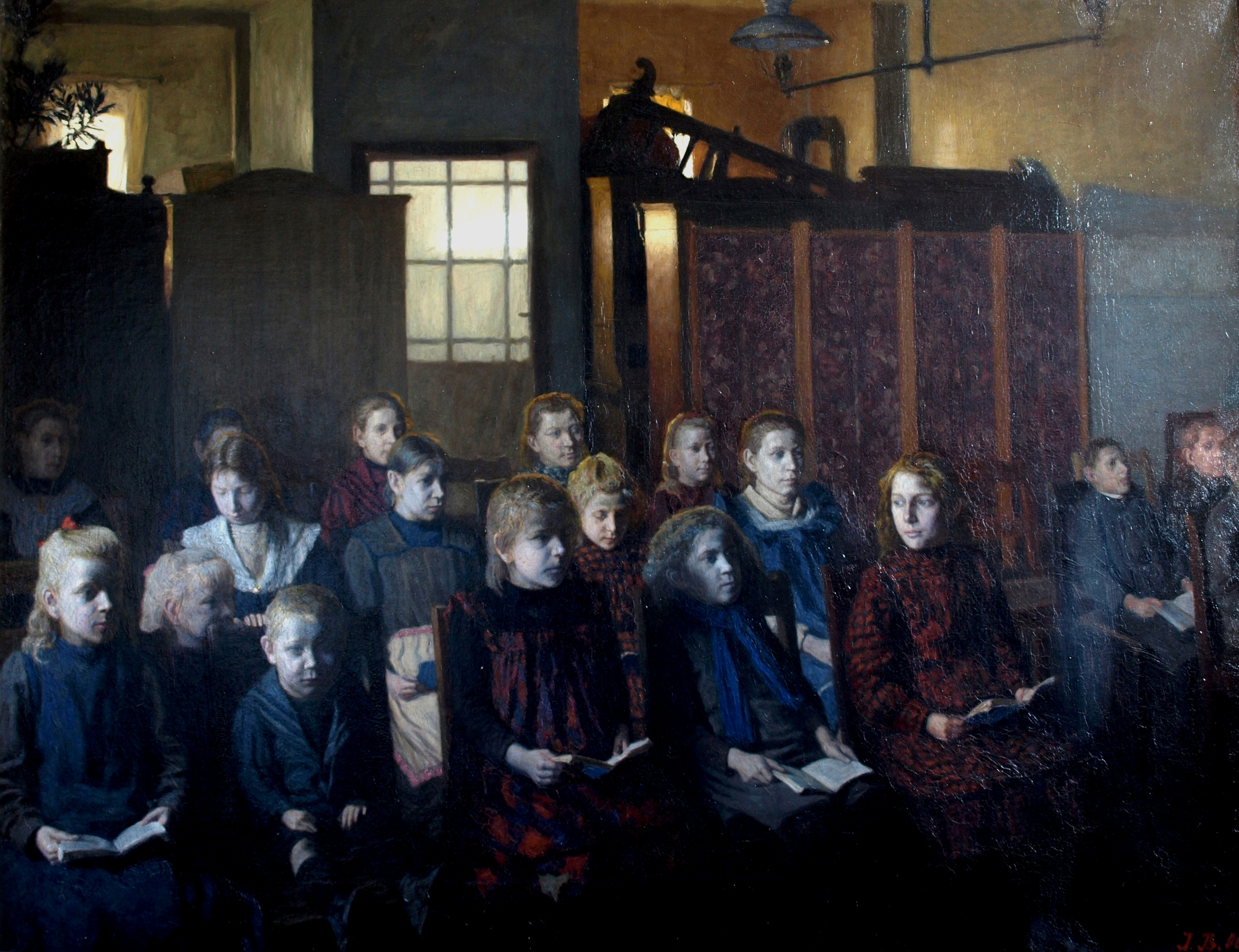
Sonntagsschule im Asyl (Öl auf Leinwand, 1906)
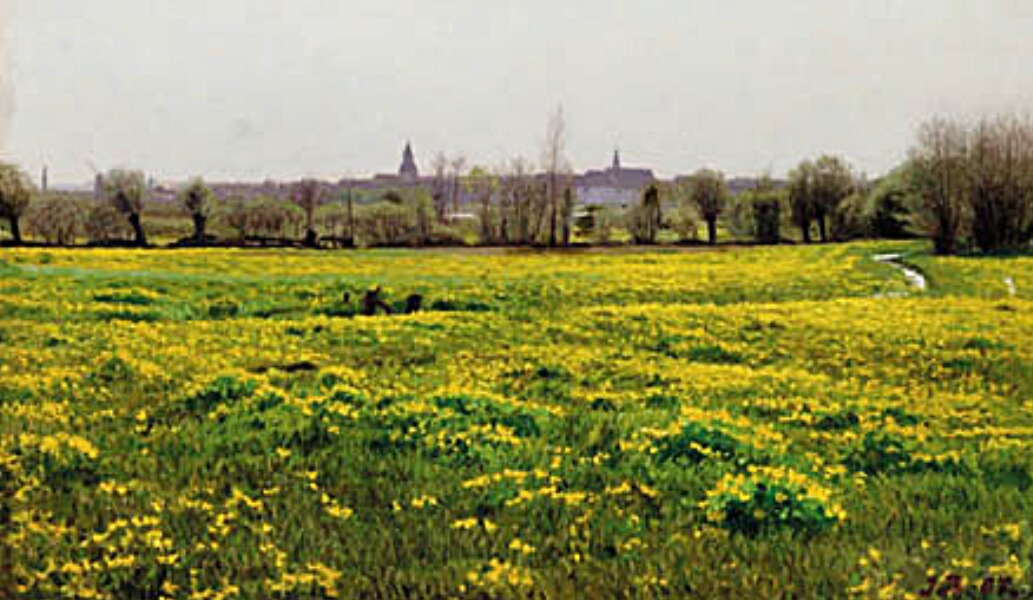
Wiese mit blühenden gelben Akeleien (Öl auf Leinwand, 1907)
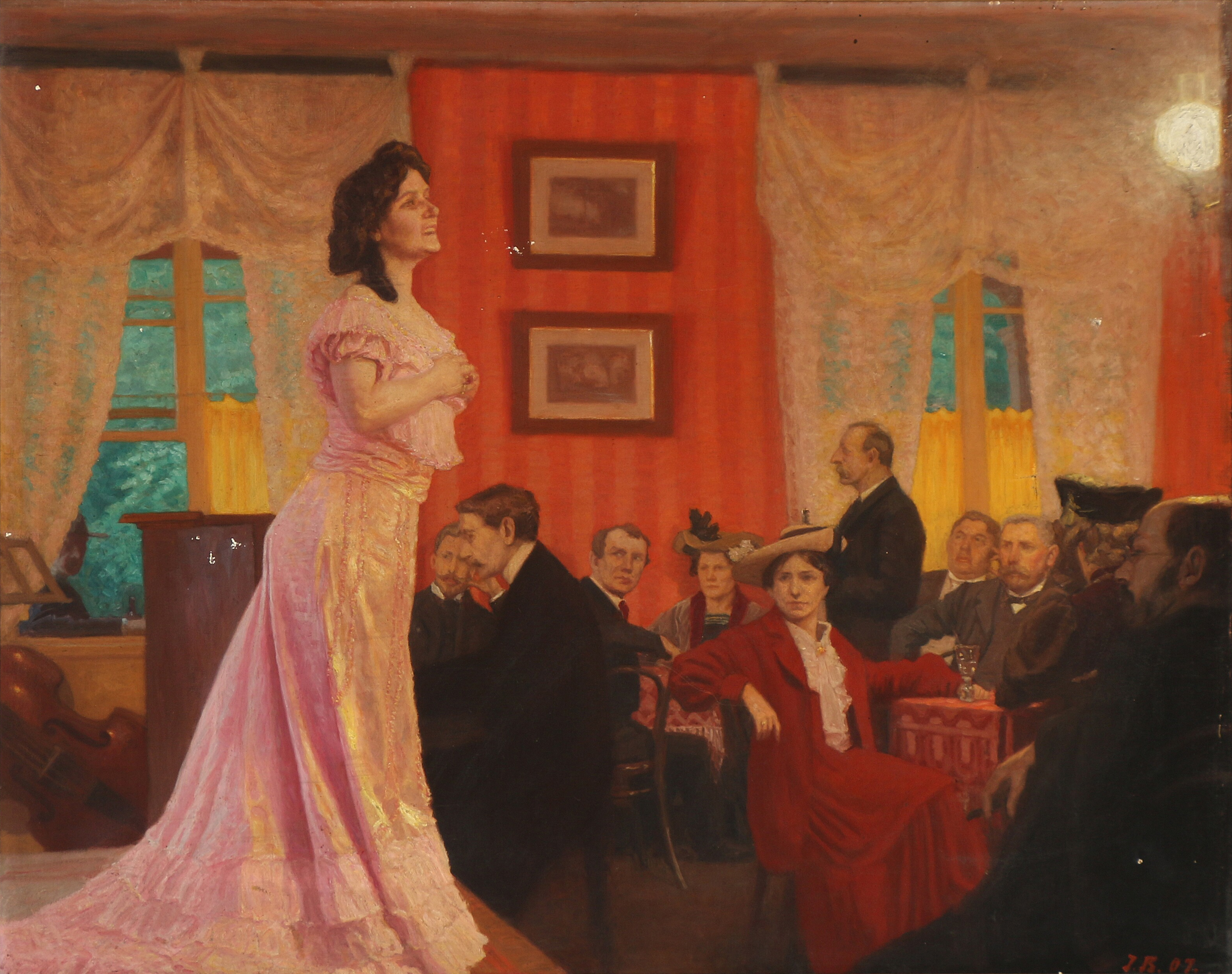
Sommervarieté (Öl auf Leinwand, 1907)
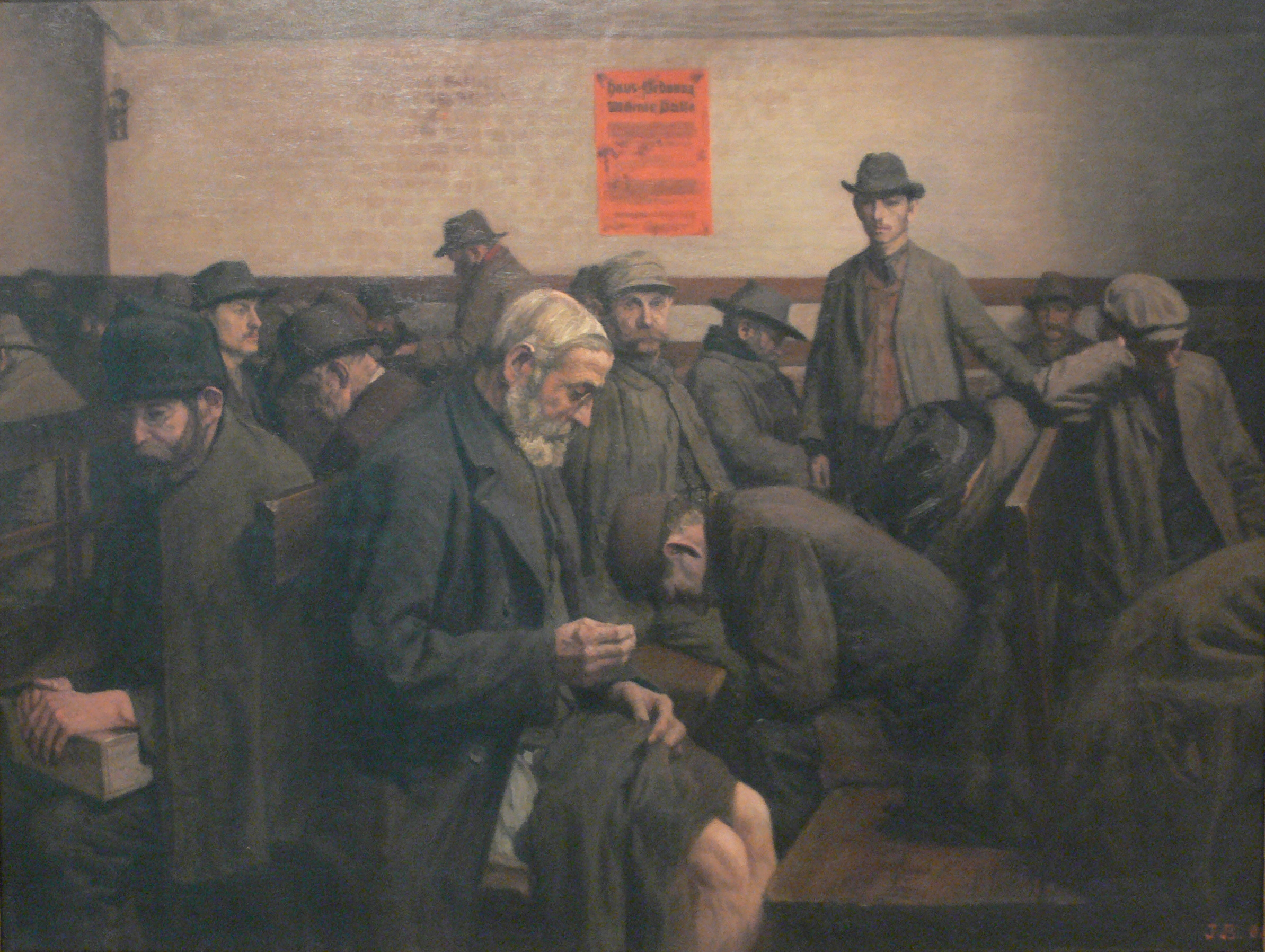
Wärmehalle in Berlin (Öl auf Leinwand, 1908)
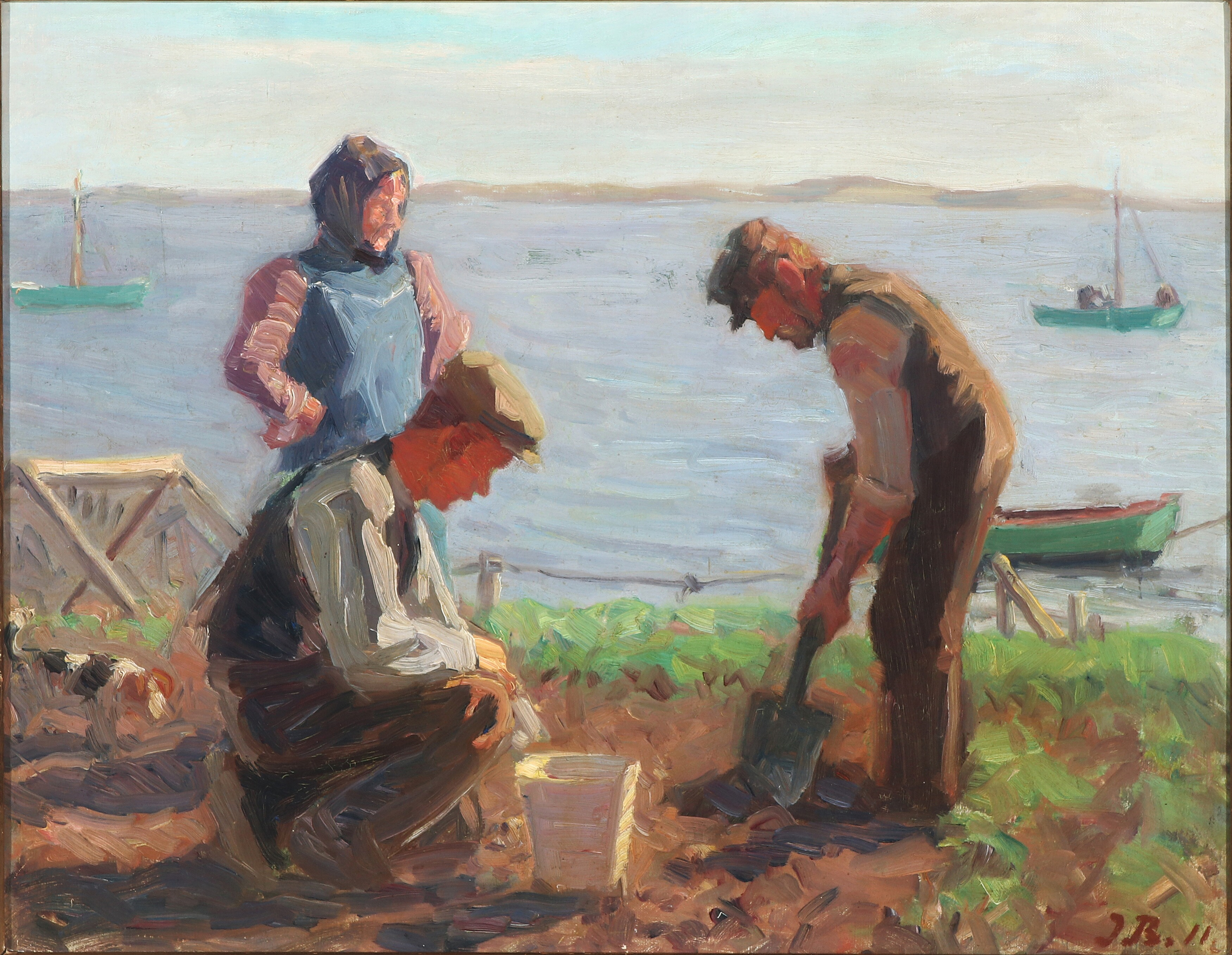
Graben nach Kartoffeln (Studie, Öl auf Leinwand, 1911)
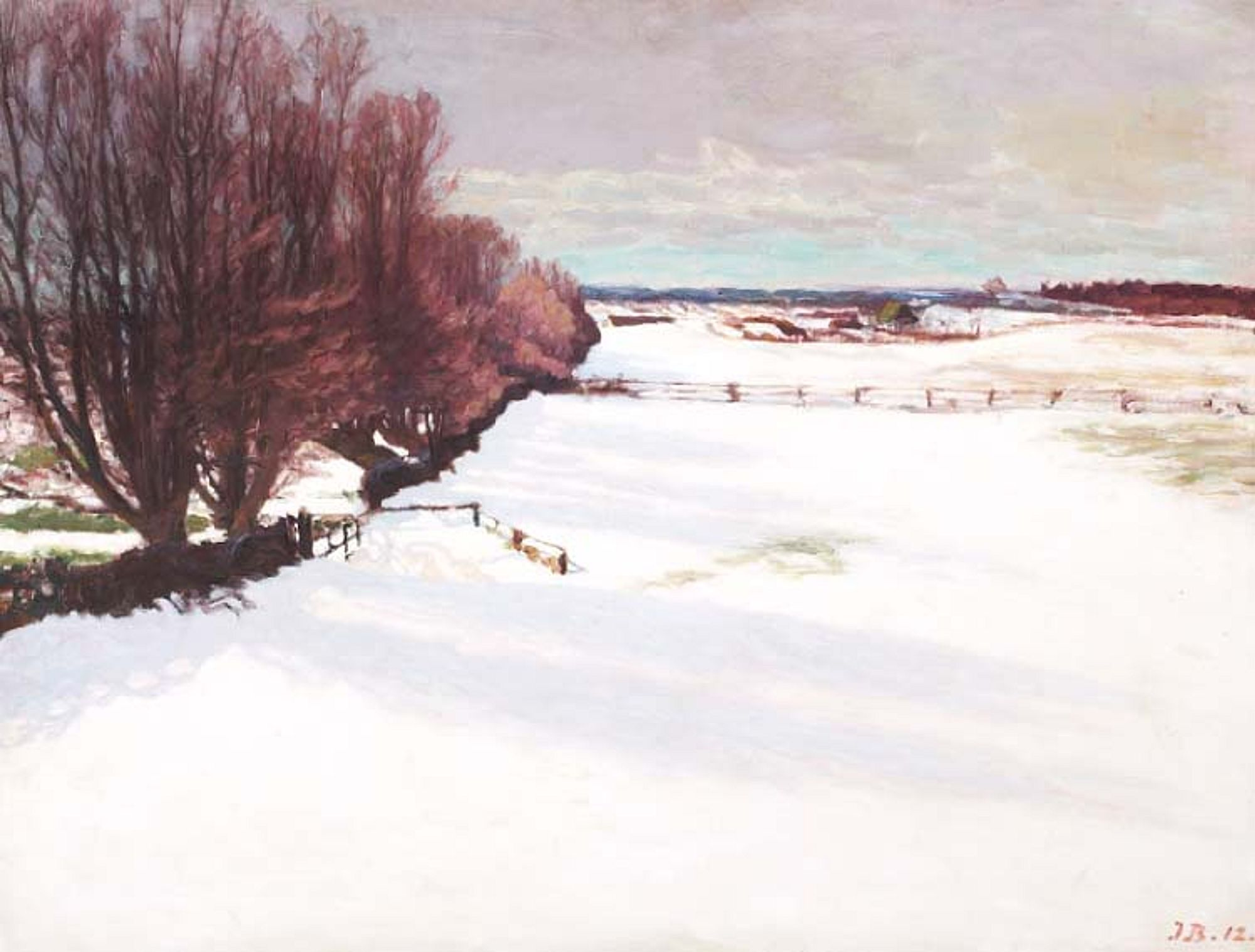
Winterlandschaft (Öl auf Leinwand, 1912)